# Генерал от парашутните войски
Генерал от парашутните войски (на немски: General der Fallschirmtruppe) е висше военно звание от рода войски, най-често срещано сред генералите на ВВС на Германия (Германската империя, Райхсвера, Вермахта), равняващо се на по-висшестоящия ранг генерал-полковник.
Генерал от рода войски:
- Генерал от пехотата
- Генерал от кавалерията
- Генерал от артилерията
- Генерал на танковите войски
- Генерал от планинските войски
- Генерал от авиацията
- Генерал от свързочните войски и др.

Въведено е на 1 май 1943 г. и е присъдено за първи път на Курт Щудент, основател на въздушно-десантните войски на Германия.

## Офицери получили ранга Генерал от парашутните войски
- Бруно Бреуер
- Паул Конрат
- Рихард Хайдрих
- Ойген Майндл
- Герман-Бернхард Рамке
- Алфред Шлемм
- Курт Щудент, по-късно повишен в генерал-полковник.